# Kijowski Narodowy Uniwersytet Ekonomiczny im. Wadyma Hetmana
Kijowski Narodowy Uniwersytet Ekonomiczny im. Wadyma Hetmana (ukr. Київський національний економічний університет імені Вадима Гетьмана, КНЕУ) – ukraińska ekonomiczna szkoła wyższa w Kijowie. Kształcenie prowadzone jest w wielu specjalnościach na 9 wydziałach. Uczelnia została założona w 1906 roku jako Wyższe Kursy Komercyjne. W 1908 uczelnie przekształcono w Kijowski Instytut Komercyjny, w 1920 zmieniono nazwę na Kijowski Instytut Gospodarki Narodowej (KING), a w 
1934 na Kijowski Instytut Finansów i Ekonomii. Od 1960 ponownie nazywał się Kijowski Instytut Gospodarki Narodowej (KING). Po uzyskaniu niepodległości przez Ukrainę uczelnia w 1992 została reorganizowana w Kijowski Państwowy Uniwersytet Ekonomiczny, który w 1997 zmienił nazwę na Kijowski Narodowy Uniwersytet Ekonomiczny. Od 2005 roku jest nazwany imieniem Wadyma Hetmana, ukraińskiego polityka i finansisty, który zginął w 1998 roku.
W 2010 uczelnia otrzymała status samorządnego (autonomicznego) uniwersytetu badawczego. 

## Struktura
Wydziały (ukr. - Факультети):
- Wydział Ekonomii i Zarządzania;
- Wydział Zarządzania i Ekonomii Międzynarodowej;
- Wydział Prawa;
- Wydział Zarządzania Personelem i Marketingu;
- Wydział Ekonomii i Rachunkowości;
- Wydział Ekonomiczny Kompleksu Agro-przemysłowego;
- Wydział Finansów i Ekonomii;
- Wydział Kredytów i Ekonomii;
- Wydział Systemów Informacyjnych i Technologii.